# باد زودن آن در تاونوس
باد زوندن آن در تاونوس (بالألمانية: Bad Soden) هي location with spa، بلدة، مدينة وبلدة ألمانية تقع في ألمانيا في ماين-تاونوس.

## المدن التوأمة
مدن روي-مالميزون، يورو (اليابان)، كتسبويل وFrantiškovy Lázně هي مدن توأمة لـباد زوندن آن در تاونوس.

## معرض صور

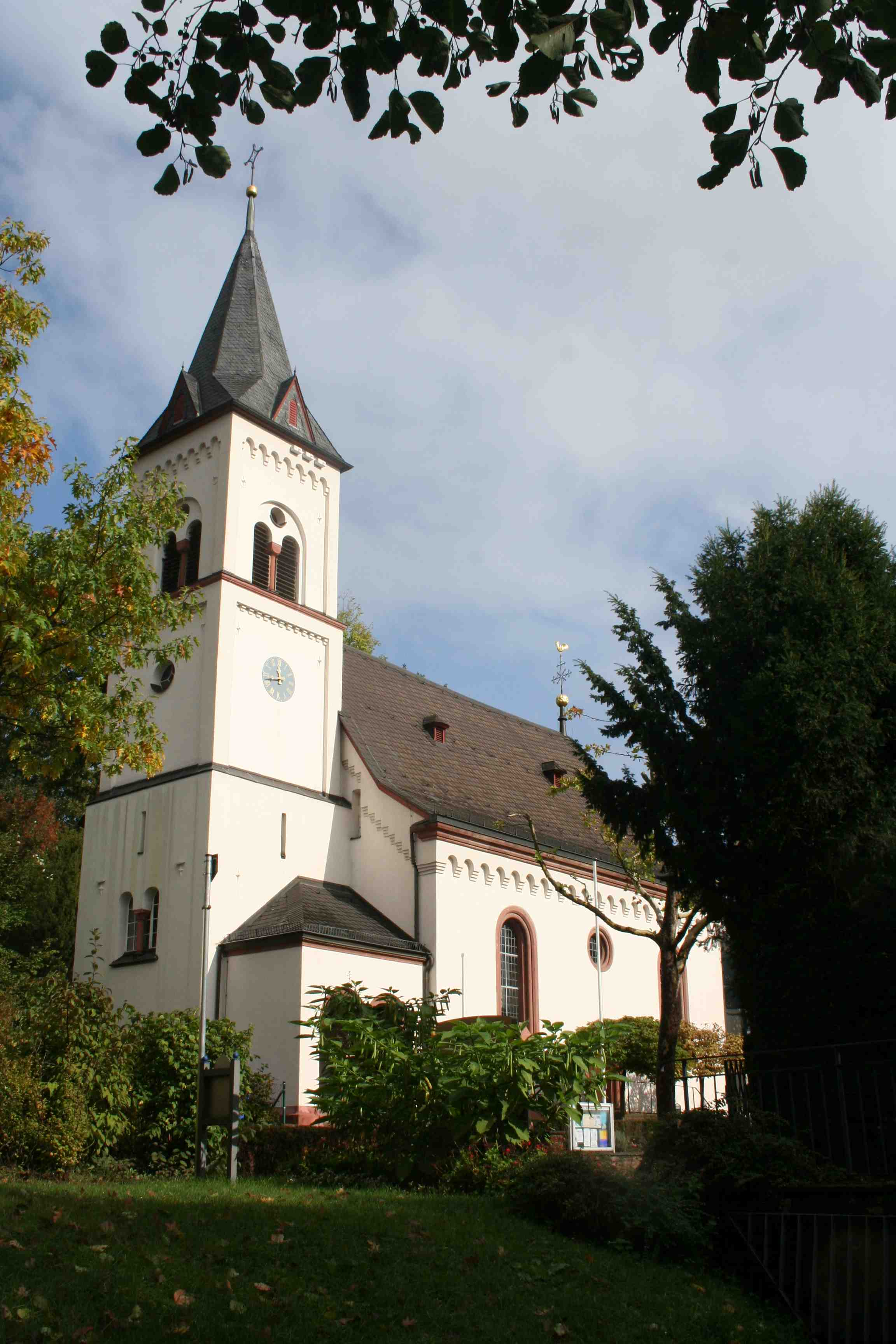
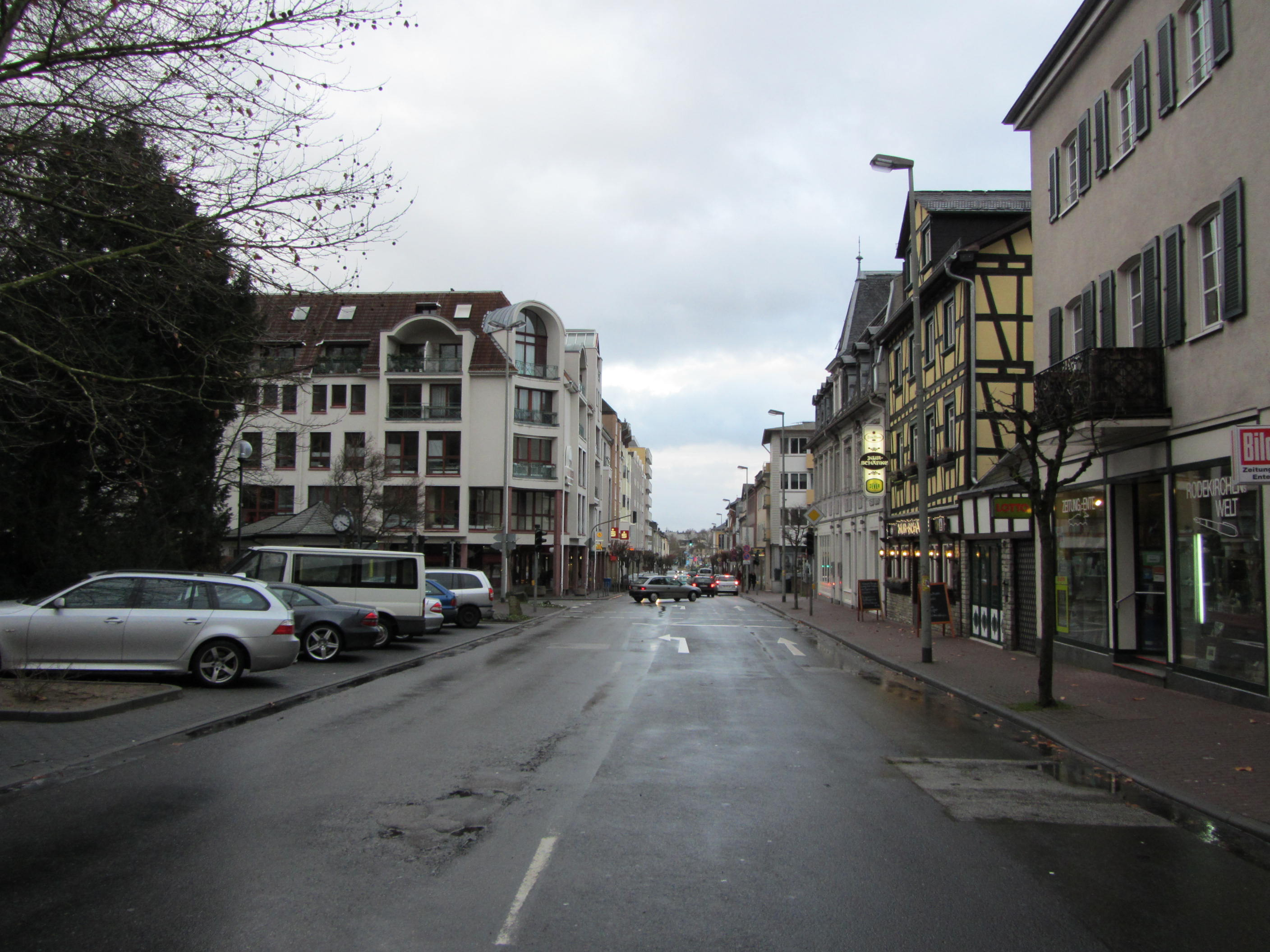
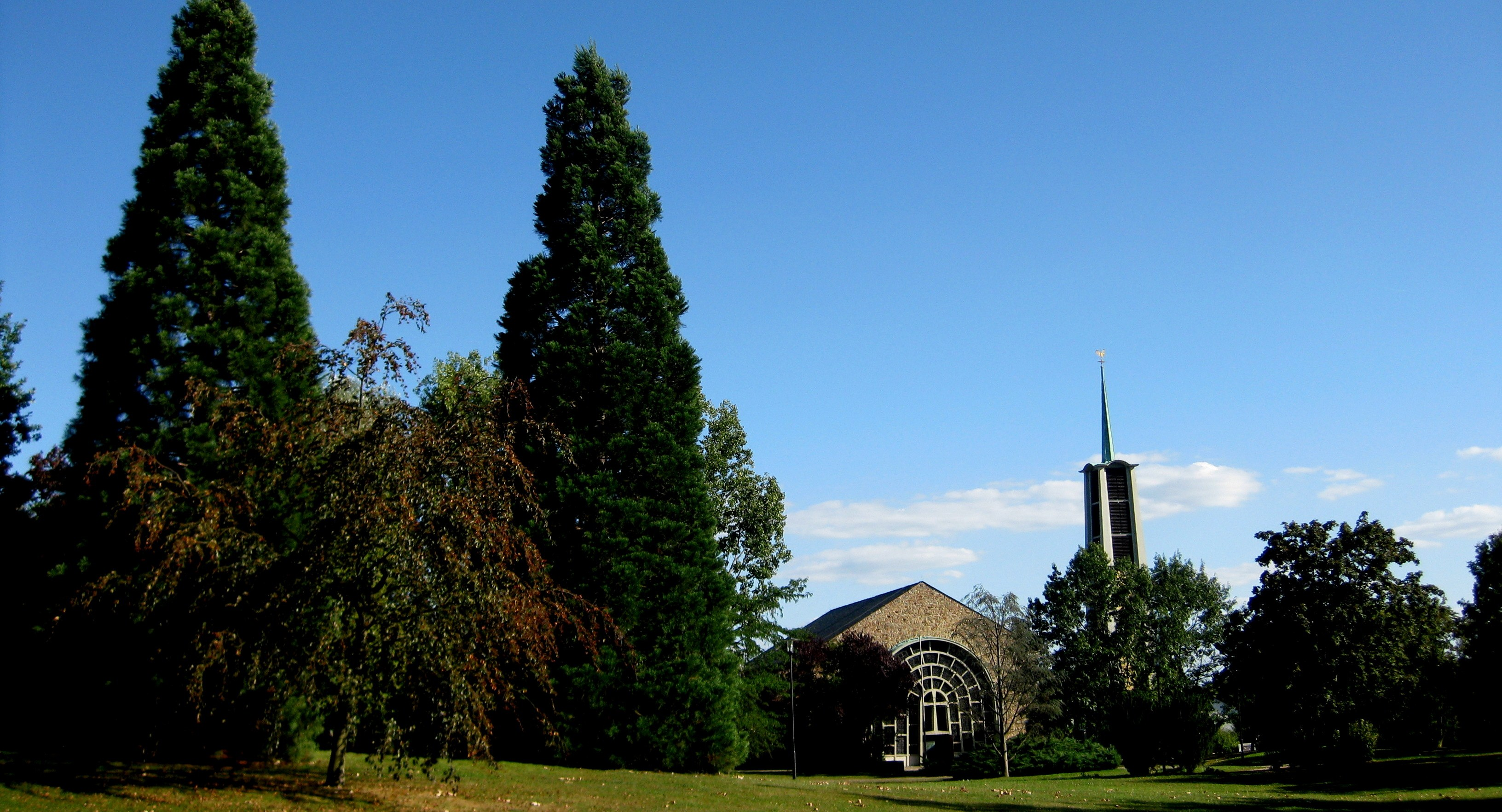
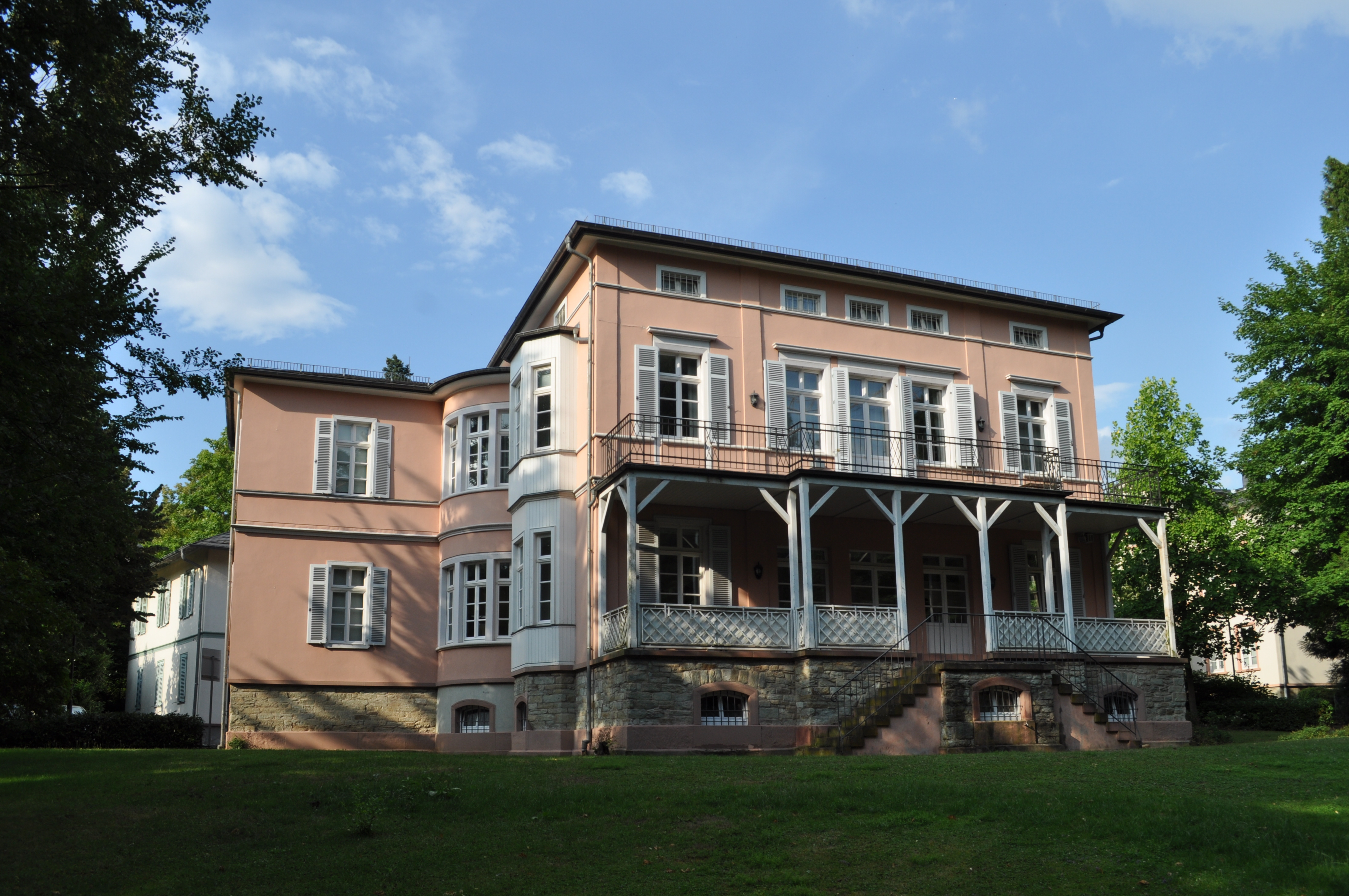
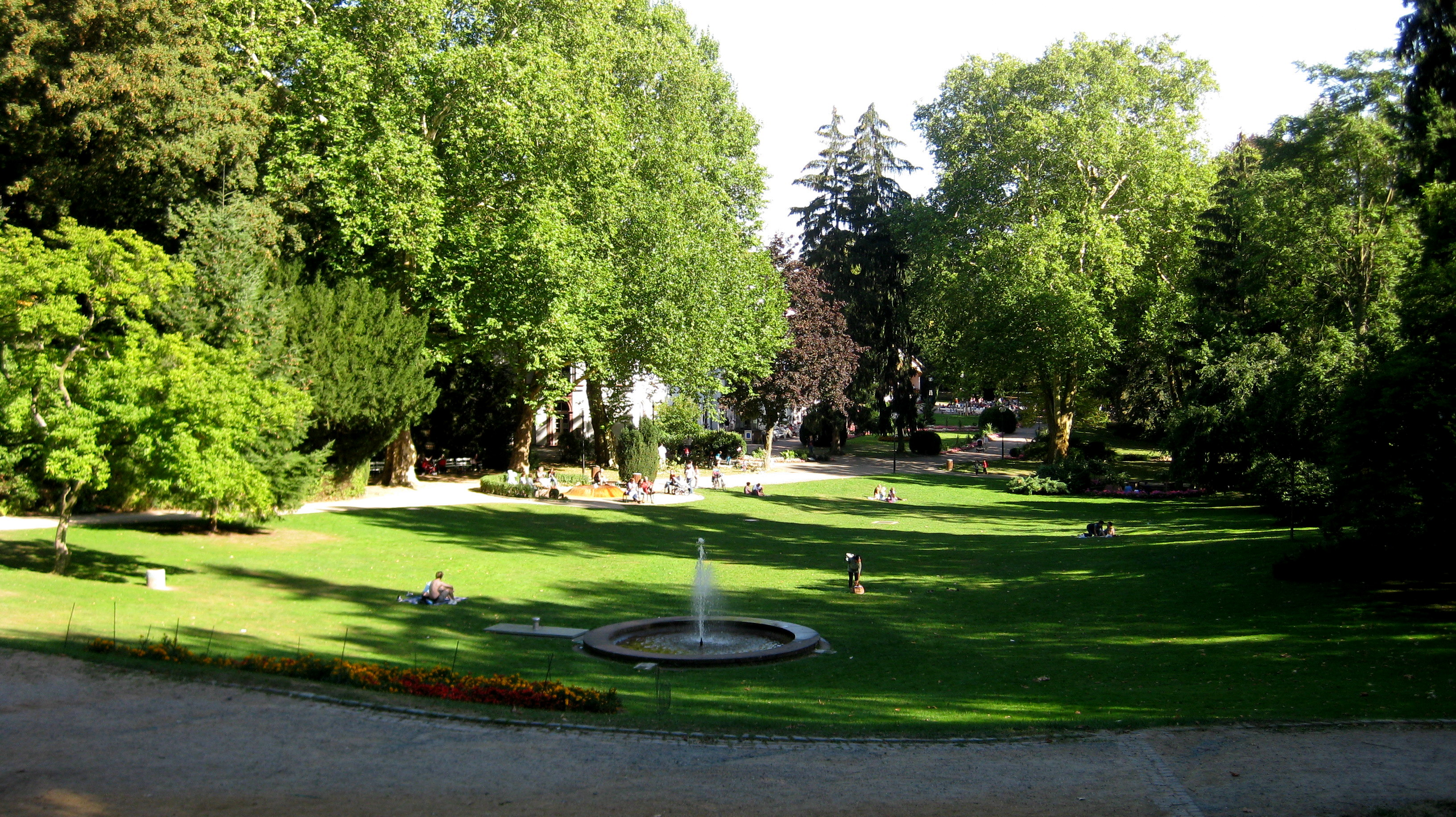
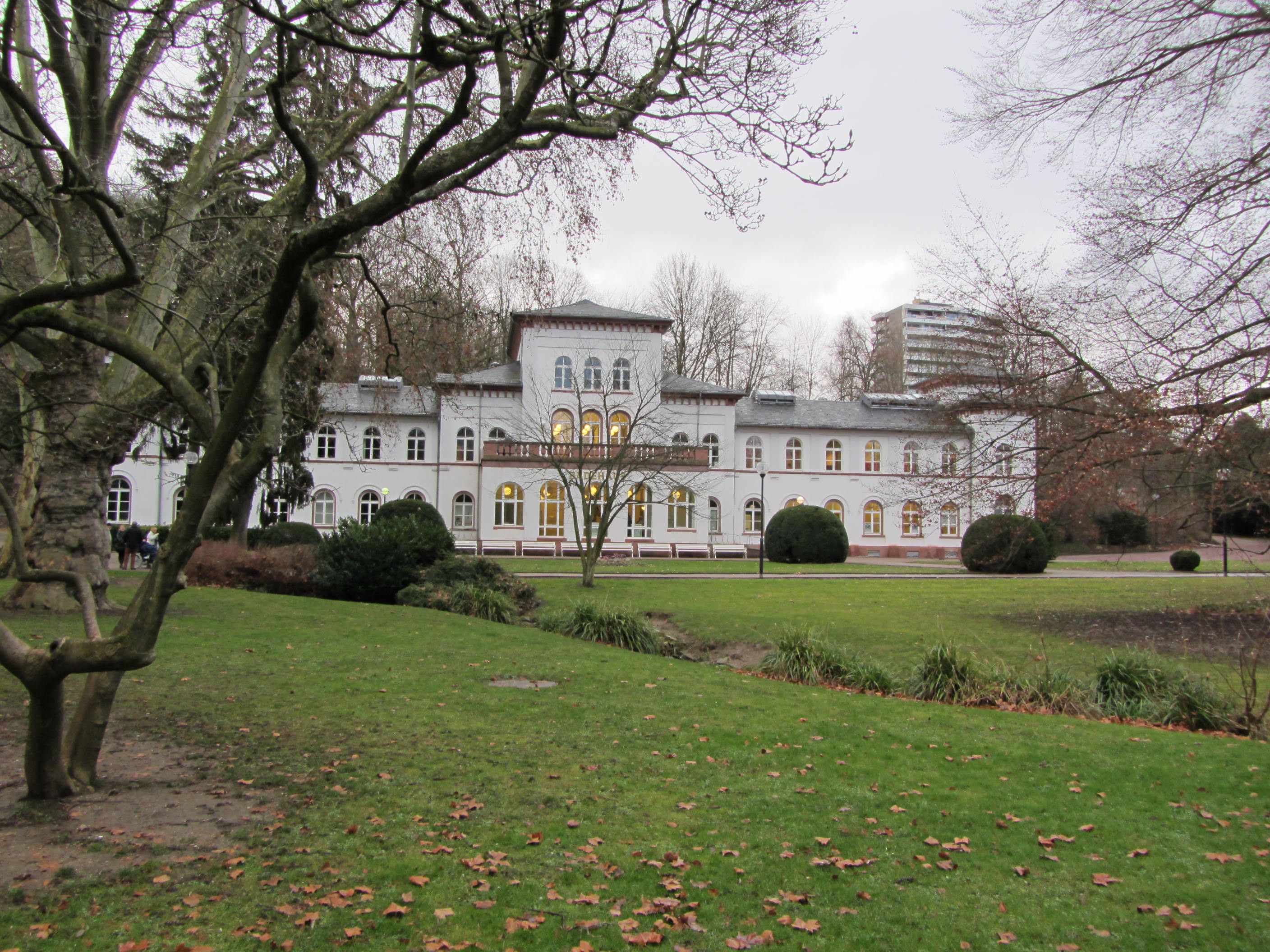

## أعلام
- أولاف كوش
- هانس فاغنر
- والتر باوم
- ميخائيل جونغ
- اروين شوبر